# كلارك ميلز
كلارك ميلز (بالإنجليزية:Clark Mills) كان نحات أمريكي (13 ديسمبر 1810 - 12 يناير 1883)،اشتهر بنحت أربعة إصدارات من تمثال الفروسية من أندرو جاكسون، وتقع في واشنطن، ناشفيل (تينيسي)، جاكسونفيل (فلوريدا) و نيو أورلينز (لويزيانا) .

## أعماله

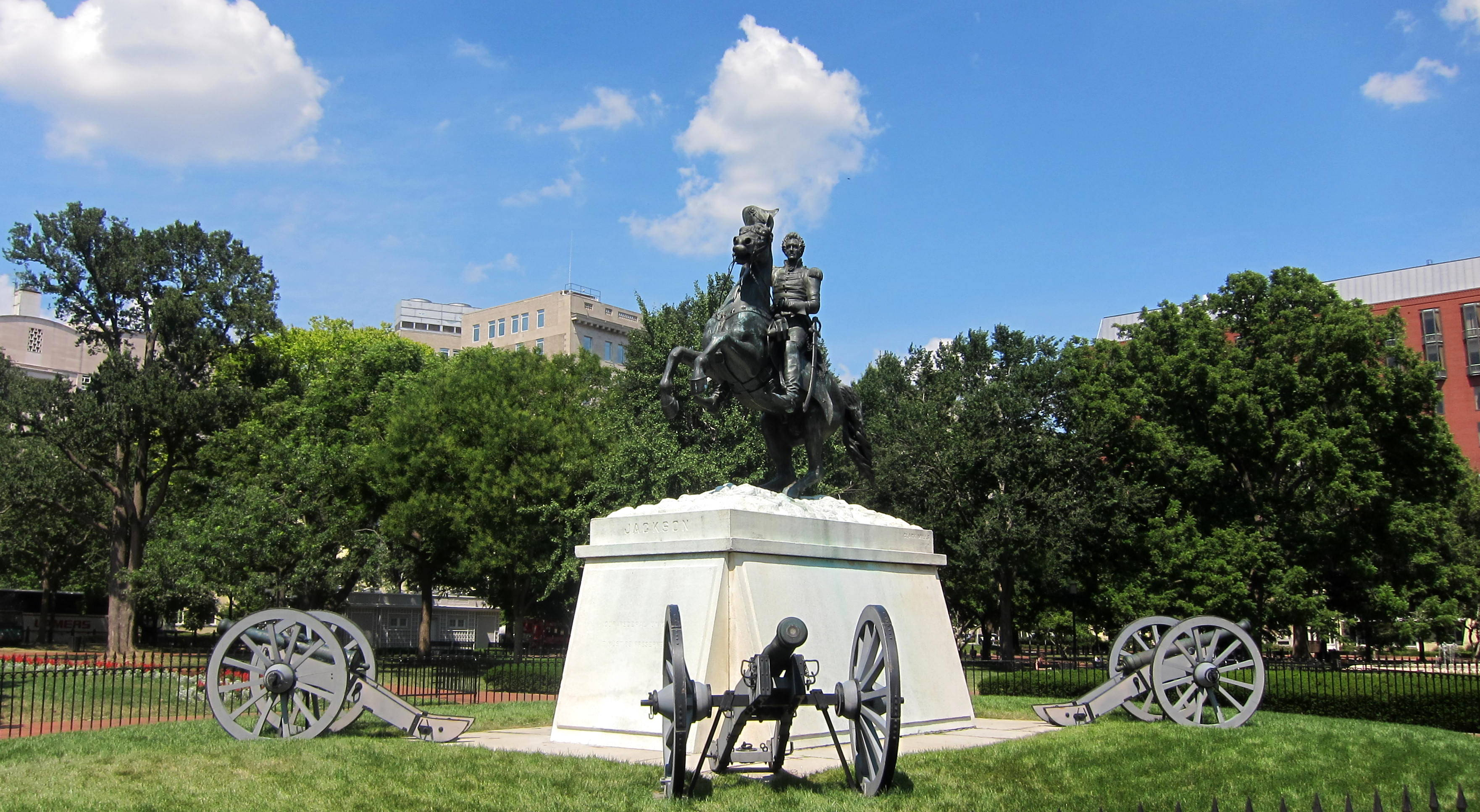
تمثال الفروسية من  أندرو جاكسون ' في ساحة لافاييت
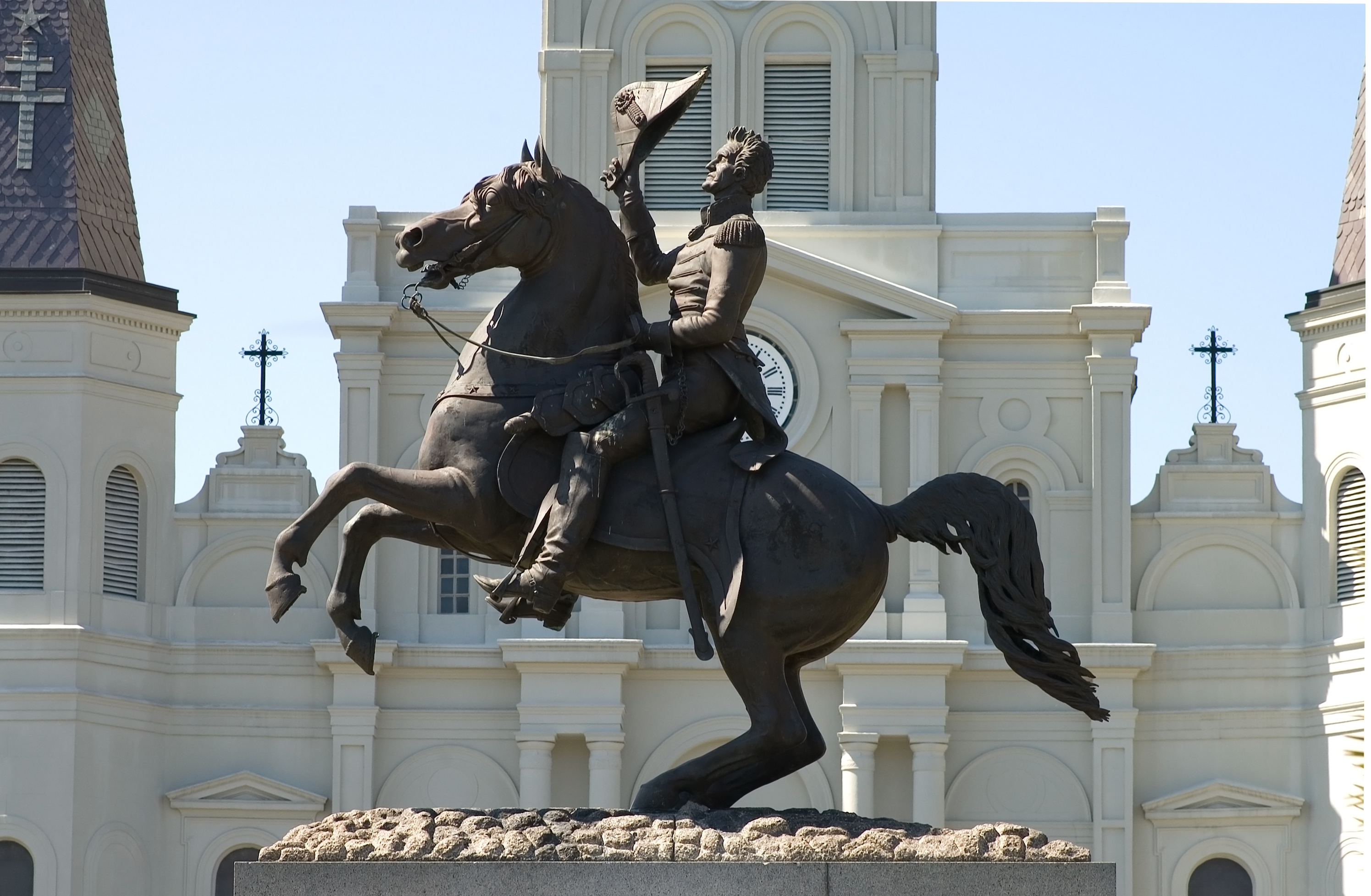
تمثال الفروسية من  أندرو جاكسون "في ساحة جاكسون، نيو اورليانز
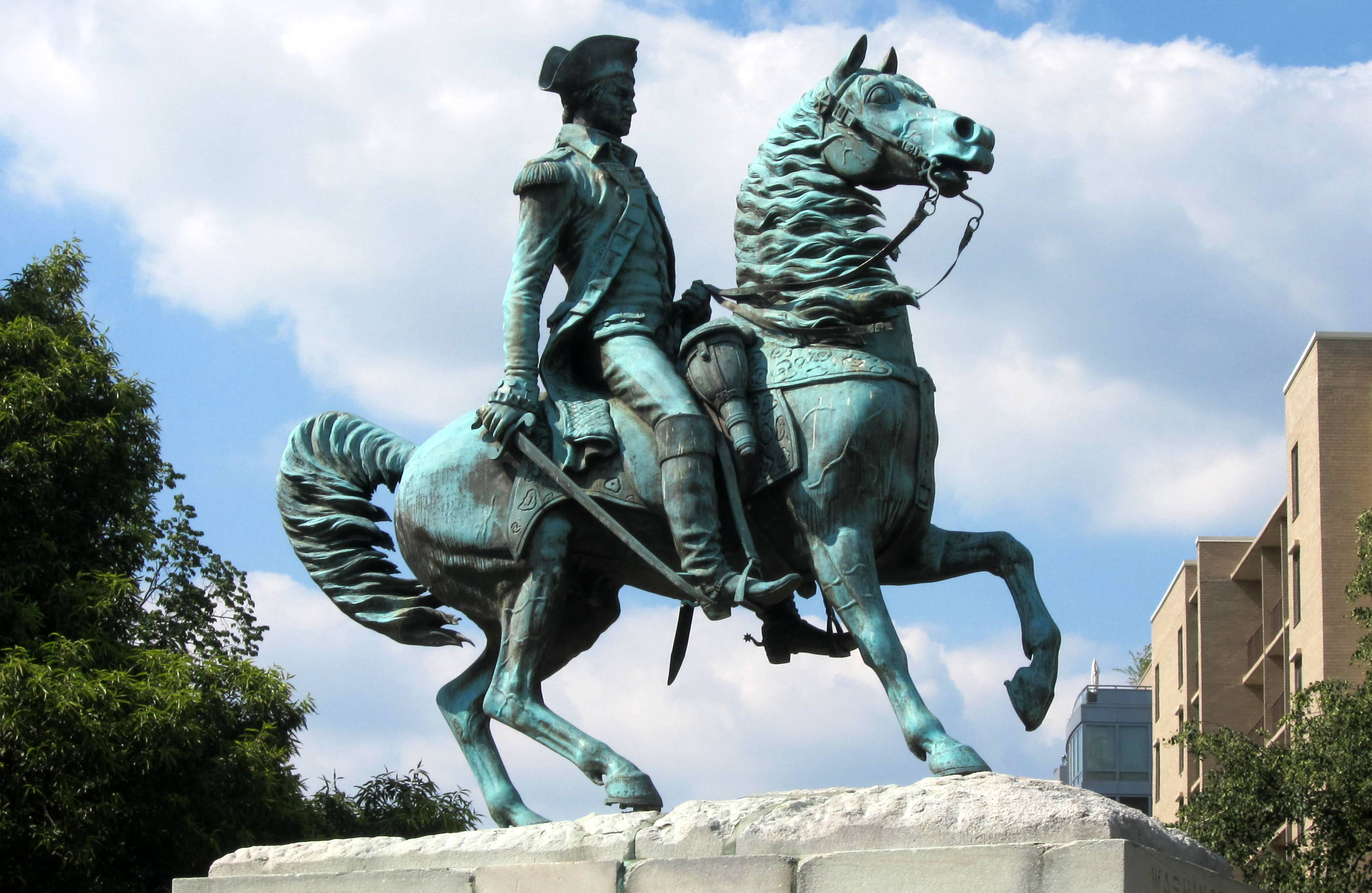
الجنرال جورج واشنطن  في دائرة واشنطن
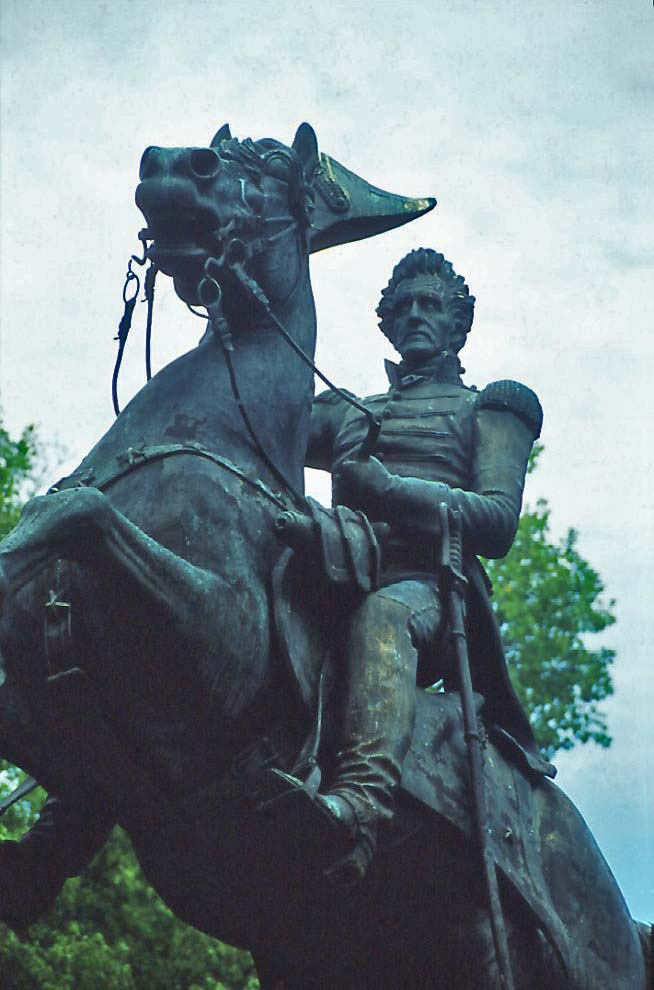
أندرو جاكسون "في ناشفيل، تينيسي